# Feel Me
『Feel Me』（フィール・ミー）は、前田亘輝2枚目のオリジナル・アルバム。1988年11月21日に、CBS/SONYから発売後、2007年6月20日にSony Music Associated Recordsから再発売。

## 概要
前田ソロとして初の全曲オリジナル・フル・アルバム。
稲葉浩志がB'z結成前に作曲を手がけた曲があり、後の相方である松本孝弘がギターに参加。前田も1曲のみ作曲を担当している。
1曲目「GIMME SOME LOVIN' TONIGHT」は後にB.B.クィーンズがカバー。
10曲目「I'M GONNA START AGAIN」はSHOW-YAが「You Turn Me Over」のタイトルで別歌詞（作詞は寺田恵子）で演奏。同年発売のSHOW-YAライブ・アルバム「TURN OVER」に収録。
5曲目「FEEL ME, TOUCH ME」と10曲目「I'M GONNA START AGAIN」は後に2007年6月27日発売のベストアルバム『Single Collection +』にて「Brand New Mix」としてリテイクされている。

## 収録曲
- CDブックレットに記載されたクレジットを参照[4]。

| 全作詞: 前田亘輝、全編曲: M-Project。 |                               |          |          |      |
| #                                     | タイトル                      | 作詞     | 作曲     | 時間 |
| 1.                                    | 「GIMME SOME LOVIN' TONIGHT」 | 前田亘輝 | 中島正雄 | 3:30 |
| 2.                                    | 「TURN TO THE LEFT」          | 前田亘輝 | 織田哲郎 | 4:50 |
| 3.                                    | 「LOVE FOR MONEY」            | 前田亘輝 | 織田哲郎 | 3:53 |
| 4.                                    | 「BURBON NITE」               | 前田亘輝 | 前田亘輝 | 4:01 |
| 5.                                    | 「FEEL ME, TOUCH ME」         | 前田亘輝 | 稲葉浩志 | 4:07 |

| 全作詞: 前田亘輝、全編曲: M-Project。 |                                 |           |            |      |
| #                                     | タイトル                        | 作詞      | 作曲       | 時間 |
| 6.                                    | 「LONESOME TOWN」               | 前田亘輝  | 稲葉浩志   | 4:52 |
| 7.                                    | 「KEEP HOPE ALIVE」             | 前田亘輝  | 栗林誠一郎 | 3:36 |
| 8.                                    | 「C'MON」                       | 前田亘輝  | 日詰昭一郎 | 4:34 |
| 9.                                    | 「BYE BYE LOVE, GOOD BYE LOVE」 | 前田亘輝  | 中島正雄   | 2:49 |
| 10.                                   | 「I'M GONNA START AGAIN」       | 前田亘輝  | 織田哲郎   | 3:59 |
| 合計時間:                             | 合計時間:                       | 合計時間: | 40:11      |      |

## スタッフ・クレジット
- CDブックレットに記載されたクレジットを参照[5]。

### 参加ミュージシャン
- 樋口宗孝 (LOUDNESS) - ドラム
- 大堀薫 (BLUEW) - ベース、キーボード
- 小島良喜 - キーボード
- 増田隆宣 (BLUEW) - キーボード
- 渡部良 - キーボード
- 松本孝弘 - ギター
- 中島正雄 - ギター
- 稲葉浩志 - コーラス

### スタッフ
- 長戸大幸 – プロデューサー
- 中島正雄 - ディレクター
- 野村昌之 - レコーディング、ミックス
- 市川孝之 – アシスタント・エンジニア
- スタジオバードマン・ミキシング・チーム – アシスタント・エンジニア
- Takeshi Oshiro - マスタリング・エンジニア

### 美術スタッフ
- 仁張明男 – アート・ディレクション、デザイン
- 橋本尚美 – デザイン
- Rie Lijima - コスチューム
- 山内順仁 – 写真撮影

### その他スタッフ
- ヴァレー・アーツ – サンクス
- 春畑道哉 – スペシャル・サンクス
- 松本玲二 – スペシャル・サンクス
- 小松久 - スペシャル・サンクス
- 渡部良 - スペシャル・サンクス
- 津田敏忠 – スペシャル・サンクス
- なかむらけん – スペシャル・サンクス
- 寺島良一 - スペシャル・サンクス
- ARTIGIANO FRONTIER - スペシャル・サンクス
- 橋爪健康 – エグゼクティブ・プロデューサー
- 菅原潤一 – エグゼクティブ・プロデューサー

## リリース日一覧
| No. | リリース日     | レーベル                       | 規格         | カタログ番号 | 備考                   |
| --- | -------------- | ------------------------------ | ------------ | ------------ | ---------------------- |
| 1   | 1988年11月21日 | CBS・ソニー                    | CT           | 28KH5162     |                        |
| 2   | 1988年11月21日 | CBS・ソニー                    | CD           | 32DH5162     |                        |
| 3   | 2007年6月20日  | Sony Music Associated Records  | CD           | AICL-1863    |                        |
| 4   | 2012年11月7日  | ソニー・ミュージックレーベルズ | AAC-LC       | -            | デジタル・ダウンロード |
| 5   | 2012年11月7日  | ソニー・ミュージックレーベルズ | ロスレスFLAC | -            | デジタル・ダウンロード |